# Thrust2
El Thrust2 es un automóvil a reacción diseñado y construido en el Reino Unido, que fue poseedor del récord mundial de velocidad en tierra desde el 4 de octubre de 1983 hasta el 25 de septiembre de 1997.

## Consecución del récord
El coche fue diseñado por John Ackroyd y conducido por Richard Noble. El 4 de octubre de 1983, alcanzó una velocidad máxima de 650,88 mph (1047,49 km/h) y batió el anterior récord de 633,468 mph (1019,468 km/h) (velocidad media de dos carreras dentro de una hora). Esto se logró en el desierto de Black Rock en Nevada, Estados Unidos. Estaba alimentado por un único motor de aviación Rolls Royce Avon procedente de un caza británico English Electric Lightning, con una configuración parecida a a la de los diseños de Art Arfons de mediados de los años 1960, equipados con turborreactores J79 y conocidos colectivamente como "Green Monster".
En 1997, el récord del Thrust2 fue roto por Andy Green con el Thrust SSC.
Cuando el coche fue puesto a la venta por 90.000 libras en 1991, se organizó una extensa campaña de recaudación de fondos sin la ayuda del gobierno para mantener el coche en Gran Bretaña. La recaudación concluyó con éxito, y hoy en día el Thrust2 y su sucesor, el Thrust SSC, se muestran en el Museo del Transporte de Coventry, Coventry, Inglaterra.